# Mangshi
Mangshi is een stad in de provincie Yunnan van China. Mangshi is de zetel van de prefectuur Delong. De stad kende in  1990 23.680 inwoners, het district Mangshi kende 254.000 inwoners.